# Cinque matti vanno in guerra
Cinque matti vanno in guerra (Les bidasses s'en vont en guerre) è un film del 1974 diretto da Claude Zidi.
È il seguito del film Cinque matti al servizio di leva del 1971.

## Trama
Un gruppo di giovani soldati trascorre la maggior parte del servizio militare sotto punizione per vari scherzi.

## Curiosità
- Luis Rego, che aveva lasciato il gruppo poco dopo l'uscita del primo film nel 1971, non riappare in questa seconda parte. Jean-Guy Fechner, che si era rasato la barba nei precedenti film dei Charlots usciti nel frattempo, che nella prima scena di questo film fosse ben in linea con il film precedente. Per quanto riguarda Jean Sarrus, appare per la prima volta con i suoi baffi. È anche il primo film in cui l'attore viene anche chiamato "Jeannot".
- Paolo Stoppa, Marisa Merlini e Heidy Bohlen sono gli unici tre attori non francesi nel cast del film. Sono stati doppiati in francese da altri attori.
- Un altro punto comune tra i due film: il colonnello responsabile della caserma sta per andare in pensione.
- Pierre Gualdi è l'unico altro attore, oltre a Jacques Seiler, ad apparire anche nei Cinque matti al servizio di leva. Se Seiler ha lo stesso ruolo in entrambi i film, Gualdi ne possiede due diversi (un albergatore nel primo film e poi un sindaco in questo sequel).